# Eric Geboers
Eric Geboers, född 5 augusti 1962 i Neerpelt, död 6 maj 2018 i Mol, var en belgisk motocrossförare. 
Eric Geboers avled efter en drunkningsolycka. Han var ute på en båttur på en sjö i närheten av belgiska Mol när olyckan inträffade. Med på båten fanns bland annat en hund som under färden bestämde sig för att hoppa i vattnet. 
Geboers hoppade efter för att rädda livet på hunden, men efter att han försvann under ytan återsågs han inte. 
Han var den första personen att bli "Mr 875", alltså att vinna VM i alla tre klasser, MX125, MX250 och MX500 (efter 2003 MX125, MX2 och MX1). Han blev världsmästare i 125-klassen 1982 och 1983, i MX250 1987 och i den då mest prestigefulla 500-klassen 1988 och 1990. Han körde sin sista internationella tävling 5 augusti 1990. 1988 blev han även "Belgian sportsman of the year". Geboers var även teamchef för Suzuki VM team i motocross.